# يهود (مدينة)
يهود هي مدينة تقع في المنطقة الوسطى. يبلغ عدد سكانها 28،477 نسمة وذلك حسب إحصائيات سنة 2014. بلغ معدل النمو 2.6 في عام 2001. السواد الأعظم من سكان المدينة يهود، وفقاً لدائرة الإحصاء المركزية.

## توأمة
ليهود (مدينة) اتفاقيات توأمة مع كل من:
- أوكلاهوما سيتي
- برغاما (2009 - )[3]